# جرارد وی
جرارد وی (به انگلیسی: Gerard Way)، خواننده، ترانه‌سرا، موسیقیدان، نویسنده و بازیگر آمریکایی است. جرارد وی همچنین خواننده اصلی گروه مای کمیکال رومنس نیز است. گروهی که به همراه ری تورو ساخته شد. از جرارد وی به عنوان بزرگ‌ترین خوانندگان سبک پانک راک و ایمو راک یاد می‌کنند. او همچنین نویسنده کتاب مصور آکادمی چترها است. کتابی که فیلمش در یوتیوب نیز پخش شد. وی در سال ۲۰۰۱ گروه مای کمیکال رومنس را به همراه ری تورو و فرانک آیرو تأسیس کرد. کتاب مصور آکادمی چترها نمونه ای از کتاب‌های جرارد وی است کتاب مصور آکادمی چترها در قالب چندین فیلم نیز ساخته شده و در سایت‌های تلویزیونی آنلاین در حال نمایش است.